# Rébellion des Bokassa (1965-1970)
La rébellion des Bokassa désigne une série de conflits internes ayant eu lieu en République centrafricaine entre 1965 et 1970, au cours desquels l'ancien président David Dacko a tenté de renverser le régime militaire dirigé par Jean-Bédel Bokassa, qui avait pris le pouvoir en 1965 après un coup d'État. La rébellion fut marquée par une opposition violente entre les forces loyalistes de Bokassa et les partisans de Dacko, qui tentaient de restaurer l'ancien régime.

## Contexte
Jean-Bédel Bokassa, un ancien colonel de l’armée française, arriva au pouvoir en 1965 par un coup d'État contre le président David Dacko, qui avait gouverné depuis l’indépendance du pays en 1960. Après ce coup d'État, Bokassa prit des mesures drastiques pour asseoir son autorité, établissant un régime militaire brutal et autoritaire. En 1970, David Dacko, soutenu par une partie de l'armée et des opposants politiques, tenta de renverser Bokassa, qui réagit avec une répression sanglante.

## Déroulement du conflit

### Le coup d'État de 1965
Le coup d'État de Bokassa en 1965 fut relativement rapide. Il profita de la faiblesse du gouvernement de Dacko, affaibli par des problèmes économiques et une corruption endémique. Bokassa renversa Dacko avec l’aide d’une fraction de l’armée, et ce dernier se réfugia à l’étranger. En janvier 1966, il fut formellement installé à la tête du pays en tant que président.

### La rébellion de 1970
La rébellion de 1970 se produisit lorsque David Dacko, après avoir cherché du soutien à l’étranger (notamment en France et en Afrique de l’Ouest), chercha à restaurer son pouvoir. Il lança une série d’attaques contre les positions de Bokassa en 1970. La rébellion fut soutenue par certains secteurs de l'armée, mécontents de la gestion autoritaire et des exactions du régime de Bokassa.
Bokassa, bien qu’en difficulté au début du conflit, réussit à conserver le contrôle en réorganisant ses forces militaires et en imposant une répression violente contre les insurgés et les partisans de Dacko. L’intervention de forces françaises en soutien au régime de Bokassa fut un facteur décisif dans la victoire du gouvernement.

### La fin de la rébellion
Après plusieurs mois de combats, la rébellion fut écrasée par les forces de Bokassa. David Dacko fut capturé, emprisonné puis exilé. Jean-Bédel Bokassa resta au pouvoir jusqu'à sa déposition en 1979, lorsque la France soutint un autre coup d'État mené par Dacko. Bokassa fut arrêté et exilé en France, où il vécut jusqu’à sa mort en 1996.

## Conséquences
La rébellion des Bokassa et la répression qui suivit marquèrent un tournant dans l’histoire de la République centrafricaine. Le régime de Bokassa, bien que stabilisé par la répression, perdit une grande partie de sa légitimité auprès de la population. En 1979, après un autre coup d'État, la République centrafricaine retrouva la stabilité sous la présidence de Dacko, mais le pays resta fragile.